# امامزادگان محمد و احمد
امامزادگان محمد و احمد مربوط به سدهٔ ۷ و ۸ ه.ق است و در شهرستان فیروز کوه، بخش ارجمند، روستای ارجمند واقع شده و این اثر در تاریخ ۷ مهر ۱۳۸۱ با شمارهٔ ثبت ۶۳۵۰ به‌عنوان یکی از آثار ملی ایران به ثبت رسیده است.